# كيفن باتيست
كيفن باتيست (بالإنجليزية: Kevin Batiste)‏ هو لاعب كرة قاعدة أمريكي، ولد في 21 أكتوبر 1966 في غالفستون في الولايات المتحدة.

## وصلات خارجية
- كيفن باتيست على موقعبيزبول رفرنس.كوم (الدوري الرئيسي) (الإنجليزية)
- كيفن باتيست على موقعبيزبول رفرنس.كوم (الدوري الثانوي) (الإنجليزية)